# Țaga
Țaga – wieś w Rumunii, w okręgu Kluż, w gminie Țaga. W 2011 roku liczyła 756 mieszkańców.